# Сент-Винсент и Гренадины на летних Олимпийских играх 1992
Сент-Винсент и Гренадины принимала участие в Летних Олимпийских играх 1992 года в Барселоне (Испания) во второй раз за свою историю, но не завоевала ни одной медали. Сборную страны представляли 2 женщины.